# 強震儀

強震儀是一種測量強烈活動的的地震儀，簡單而言就是用於測量地震的加速規。它們通常裝在一個盒子裡，並且已經連接到互聯網上。
強震儀可以用來測量一些地面運動非常強烈，而致超出一般地震儀測量範圍的地震。它們會被放置在主要的斷層附近，所得的資料(如斷層破裂前緣的前進速度)並非一般地震儀所能查量得到。例子之一有帕克菲爾德實驗(Parkfield Experiment)，當中大量設置了強震儀。
強震儀記錄地表加速度峰值(Peak Ground Accerleration, PGA)、地表速度峰值(Peak Ground Velocity, PGV)、地表位移峰值(Peak Ground Displacement, PGD)及譜線強度(Spectral Intensity, SI)。
在強震儀內，有三個加速規的探測器，各自內藏揉測單方向運動的微機電晶片。三個結合起來就可以測量到三維空間的震動。
與一般持續紀錄的地震儀不同，強震儀以觸發模式運作，加速度要強到某水平才會開始紀錄。所以沒有互聯網連接的話就很難檢測維修。大地震發生後才長途跋涉的去檢查強震儀，往往會發現儀器紀錄被強烈噪音所淹沒，或者儀器本身已經失靈。
強震儀亦用以監察建築物，有時可計算建築物對地震的反應譜。其他分析可用來改良建築設計，或者選取較安全的地區以興建重要建築。